# 1143
1143 (MCXLIII) a fost un an obișnuit al calendarului iulian.

## Evenimente
- 26 iunie: Un atac normand asupra Tripoli este respins de musulmani; flota normandă reușește însă să cucerească Djidjelli, Susa și Sfax, în Africa de Nord.
- 5 octombrie: Tratatul de la Zamora. Portugalia este recunoscută ca regat independent de către regele Alfonso al VII-lea al Leonului și Castiliei; regele Alfonso I acordă jurământul vasalic direct papei.
- 10 noiembrie: La moartea lui Foulque de Anjou, regatul Ierusalimului revine fiului său, Balduin al III-lea, sub regența mamei sale, Melisenda.

### Nedatate
- iunie: Apare prima mănăstire cisterciană din Suedia, la Alvasta, urmată de cea de la Nydala.
- Erezia maniheistă este semnalată la Köln de către Everin de Steinfeld.
- Este întemeiat orașul Lübeck de către Adolf al II-lea de Holstein; expansiunea germană în est înregistrează noi progrese, iar Lübeck devine cofondator al Ligii hanseatice alături de Hamburg.
- Orașul Reims obține libertăți comunale.
- Răscoală antipapală a locuitorilor Romei, care întemeiază republica după modelul celorlalte orașe-stat italiene, sub conducerea lui Giordano Pierleoni.
- Tentativa de cucerire a Ceutei de către normanzi eșuează.
- Trupele regelui Alfonso al VII-lea al Castiliei, comandate de Munio Alfonso, efectuează un raid asupra Cordobei, deținută de mauri.

## Arte, științe, literatură și filozofie
- După studiile făcute la mănăstirea benedictină de la Montecassino și la Universitatea din Napoli, Toma de Aquino se alătură Ordinului dominican.

## Înscăunări
- 15 august: Manuel I Comnen, împărat al Bizanțului (1143-1180).
- 26 septembrie: Celestin al II-lea, papă (1143-1144).
- 25 decembrie: Balduin al III-lea, rege al Ierusalimului (1143-1163).

## Nașteri
- 31 iulie: Nijo, împărat al Japoniei (d. 1165)
- Filip I de Flandra (d. 1191)
- Frederic I de Lorena (d. 1206)
- Grigore al IX-lea, papă (d. 1241).
- William I, rege al Scoției (d. 1214).

## Decese
- 8 aprilie: Ioan al II-lea Comnen, împărat al Bizanțului (n. 1088).
- 24 septembrie: Inocențiu al II-lea (n. Gregorio Papareschi), papă (n. ?)
- 10 noiembrie: Foulque, conte de Anjou și Maine, rege al Ierusalimului (n. 1089 - 1092).
- Zamakhshari, savant persan (n. 1075).
- William of Malmesbury, cronicar și bibliotecar englez (n.c. 1095).